# اليوم العالمي للتأتأة
اليوم العالمي للتأتأة أو اليوم الدولي للتأتأة (بالإنجليزية: International Stuttering Awareness Day)‏ هو احتفال عالمي يحدث في اليوم الثاني والعشرون من شهر أكتوبر من كل عام، وقد بدأ الاحتفال به منذ عام 1998، من أجل رفع مستوى الوعي العام عن حالة ملايين البشر (تقريبا 70 مليون شخص، أي بما يقارب واحد بالمائة من سكان العالم) والذين يعانون من اضطراب الكلام/اضطراب النطق المعروف بـ التأتأة، والذي يُعرف كذلك باسم التلعثم. في هذا اليوم تحتفل المنظمات الأممية والهيئات المعنية للتضامن مع مرضى التأتأة حول العالم، وتوعية الجميع بكيفية التعامل معهم.

## تاريخه
في عام 2009 تم استخدام شريط الاحتفال لأول مرة، وقد تم اعتماد الوشاح ذو اللون أخضر البحر أو الأخضر المزرق (بالإنجليزية: sea green)‏. حيث يرتبط اللون الأزرق بشكل تقليدي بالهدوء بينما «الأخضر» يمثل الحرية والعدالة. تم المزج بين اللونين لإظهار العلاقة بين «السلام» و «الحرية» من أجل دعم المجتمع للمصابين بالتأتأة في سبيل حصولهم على أناس يفهمون ويتبادلون تجاربهم.

## المنظمات المشاركة
يتم تنظيم اليوم العالمي للتأتأة من قبل ثلاث منظمات:
- الرابطة الأوروبية لجمعيات التأتأة [الإنجليزية]
- جمعية الطلاقة الدولية [الإنجليزية]
- جمعية التأتأة الدولية

## الفعاليات
يتضمن اليوم العالمي للتأتأة العديد من الفعاليات المختلفة؛ بدءاً من المؤتمر السنوي والذي يقام في 1 أكتوبر إلى 22 أكتوبر من كل عام بدءاً من عام 1998، والذي يستهدف الأشخاص الذين لديهم اهتمام بالتأتأة بالإضافة إلى علماء علم أمراض النطق واللغة. كذلك من الممكن للمهتم بالتأتأة من مشاهدة المؤتمر السنوي عن طريق بث مباشر عبر الإنترنت بشكل سنوي، مع إمكانية مشاهدة المؤتمرات السنوية السابقة على شبكة الإنترنت.
كما يشمل اليوم العالمي أيضًا فعاليات التوعية العامة، والحملات الإعلامية، والأنشطة التعليمية عديدة، منها ما يكون متوفراً عبر الإنترنت. يذكر أن في مقال الذي تم نشره في المجلة البريطانية للرعاية المجتمعية بمناسبة الاحتفال باليوم العالمي للتلعثم، طالبت إيرينا بابينشيفا من جمعية التأتأة البلغارية وفيل مادن من الاتحاد الأوروبي لمقدمي الخدمات للأشخاص ذوي الإعاقة (بالإنجليزية: European Association of Service Providers for Persons with Disabilities)‏ ببداية جديدة في المواقف تجاه التلعثم، قائلة «يتحمل الجميع مسؤولية أن يكونوا واعين، وأن يكونوا حساسين في محادثاتنا واجتماعاتنا» وأن نتذكر أن التأتأة«ليست مضحكة».